# Francesco Attesti
Francesco Attesti (* 6. Juni 1975 in Cortona) ist ein italienischer Pianist.

## Biografie
Mit 5 Jahren begann Francesco Attesti Klavier zu spielen und gab mit 11 Jahren sein erstes Konzert. Er debütierte mit einer Interpretation der Toccata und Fuge d-Moll von Johann Sebastian Bach.
Als Student am Luigi-Cherubini-Konservatorium in Florenz arbeitete Francesco mit Maestro Luigi Tanganelli und schloss im Jahr 1998 mit der höchsten vom Institut verliehenen Auszeichnung ab.
Es folgten Meisterklassen in Rom, Salzburg und Florenz, unter anderem am Mozarteum
bei Jacques Rouvier (1998), Hector Moreno (1999, 2000) und Sergio Perticaroli (1996, 2000, 2003).
Seit Juni 2019 ist er stellvertretender Bürgermeister und Berater für Kultur und Tourismus der Stadt Cortona.

## Diskografie
- 1998 bat ihn das Aufnahmestudio Rugginenti Editore, zeitgenössische Musik einzuspielen, basierend auf Texten von Edoardo Sanguineti.
- 2003 zeichnete Francesco Attesti unterschiedliche Werke von Alessandro Grego für Agora auf.
- Gemeinsam mit der deutschen Mezzosopranistin Annika Kaschenz spielte er 2006 eine CD mit dem Namen Living Music für Maxresearch ein.
- Mit dem Organisten Matteo Galli nahm er 2007 eine bis dahin noch unveröffentlichte Transkription für Klavier und Orgel des Requiems von Giuseppe Verdi als Weltersteinspielung auf, erschienen im Musikverlag Le Voci della Città.
- Im Mai 2008 produzierte Francesco Attesti eine CD für Drycastle namens Feeling Chopin. Dieses Werk war gänzlich dem Werk des polnischen Komponisten gewidmet.
- 2012 folgte im selben Verlag eine CD namens Virtuoso Sentimento mit Werken von Johann Sebastian Bach, Franz Schubert und Ludwig van Beethoven.
- Im 2014 produzierte Francesco Attesti eine CD für Drycastle namens ’900 French music for clarinet and piano.
- Im 2016 produzierte er eine DVD für Drycastle namens Deeply Mozart.
- Im 2020 produzierte er eine CD jazz/progressive für Drycastle namens Stairway to Bach.

## Auszeichnungen und Preise in nationalen und internationalen Klavierwettbewerben
- 1996 F.I.D.A.P.A. Valdichiana Wettbewerb (Sommerakademie Mozarteum)
- 1998 Nationaler Wettbewerb „Città di Racconigi“ (CN)
- 1999 Klavierwettbewerb „Città di Grosseto“
- 1999 Nationaler Wettbewerb „Migliori Diplomati“
- 1999 Nationales Festival und Wettbewerb „Terme di S. Giuliano“
- 1997–1998 Internationaler Wettbewerb „Rovero d’Oro“
- 2003–2005 Stipendium der Ursula Ströher Stiftung, Basel
- 2005 Paul Harris-Preis verliehen durch Braintree, Massachusetts, Beverly, USA Rotary Club
- 2009 Paul Harris-Preis verliehen durch Braintree, Massachusetts, Beverly, USA Rotary Club
- 2011 „Key of the city“, Levelland, Texas
- 2011 „Artists changes Lives“, Edinburg, Texas
- 2011 Verleihung der Ehrenbürgerschaft in Diamante, Entre Rios, Argentinien
- 2009 Paul Harris-Preis verliehen durch Burlington, Vermont, USA Rotary Club
- 2013 „Key of the city“, McAllen, Texas
- 2015 „Key of the city“, Hornell, New York
- 2018 „Ars Contemporanea“-Preis, Castiglione del Lago, Italien
- 2019 "Cortona Città del Mondo", Cortona (Italien)
- 2022: Bulli ed Eroi 2022 Auszeichnung für musikalische Exzellenz, Montepulciano (Italien)

## Aufführungen
2008 führte er gemeinsam mit der Prager Kammerphilharmonie und unter Leitung der Dirigentin Susan Davenny-Wyner das Klavierkonzert „Chiavi in Mano“ des Pulitzerpreisträgers Yehudi Wyner in italienischer Erstaufführung auf.
Francesco Attesti tritt im Rahmen seiner ausgedehnten Konzertaktivitäten in ganz Europa und Amerika in bedeutenden und international renommierten Konzerthäusern und Festivals auf, beispielsweise der Sankt Petersburger Philharmonie, dem Moskauer Konservatorium, dem Mozarteum in Salzburg, der Philharmonie Essen, dem Internationalen Klavierfestival in Warschau, dem Sarajevo Winterfestival, an der Cambridge University, der Leicester University, der Columbia University in New York, der University of Denver in Colorado und dem Konservatorium „Giuseppe Verdi“ in Mailand.